# Andreas Adersbach
Andreas Adersbach (auch Barchedas; geboren am 1. August 1610 in Königsberg; gestorben am 24. Juni 1660 ebenda) war ein deutscher Diplomat, Lyriker und Mitglied des Königsberger Dichterkreises.

## Leben
Adersbach stammte aus einer angesehenen Königsberger Patrizierfamilie. Im Haus seines Vaters, des Kaufmanns und kurfürstlichen Rats Michael Adersbach (1569–1640), genoss er eine sorgfältige Erziehung und wuchs in einem kultivierten Umfeld auf. Nach dem Besuch der altstädtischen Lateinschule immatrikulierte er sich am 20. März 1624 an der Königsberger Universität, wo er Jura studierte. Ab 1629 bereiste er unter Begleitung und Führung des Dichters Robert Roberthin Deutschland, Frankreich, Belgien, Italien und England.
Nach seiner Rückkehr setzte er die Laufbahn des Vaters fort, indem er wie dieser „Waldfaktor“ des Königs von Polen wurde. Ab 1643 wurde er kurbrandenburgischer Legationssekretär in Warschau, 1645 Agent und 1650 Resident des Großen Kurfürsten am polnischen Hofe. Außerdem wurde er vom Herzog von Kurland zum Rat ernannt.
Er war bekannt mit Simon Dach und Mitglied des Königsberger Dichter- und Musikerkreises um Heinrich Albert und Roberthin. Seine Gedichte und Übersetzungen in der Nachfolge von Opitz erschienen teilweise unter dem Pseudonym Barchedas. Einige seiner Gedichte wurden von Albert (Arien) und Johann Stobäus (Totensäulen) vertont.
Sein Bruder war der kurfürstlich brandenburgische Rat Johann Ernst Adersbach (1613–1632).

## Werke
- Trewer Ehegatt uff Herrn Simon Dachen und Junfr. Reginen Pohlin Hochzeitlichen Ehren-Tag. Königsberg 1641.
- Liebe-Testament zwischen Lidius und Lilla […]. Königsberg 1644.

Ausgaben
- Leopold Herrmann Fischer (Hrsg.): Gedichte des Königsberger Dichterkreises. Halle 1883, Register S. XI
- Albert Fischer: Das deutsche evangelische Kirchenlied des 17. Jahrhunderts. Vollendet und hg. von Wilhelm Tümpel. Bd. 3. Hildesheim 1964, S. 99–102.